# Le Père Goriot (film, 1921)
Pour les articles homonymes, voir Le Père Goriot (homonymie).
Pour plus de détails, voir Fiche technique et Distribution.
Le Père Goriot  est un film muet français réalisé par Jacques de Baroncelli, sorti en 1921. 
Il s'agit d'une adaptation du roman Le Père Goriot d'Honoré de Balzac, dont la publication commence dans la Revue de Paris et qui paraît en 1835 en librairie. Il fait partie des Scènes de la vie privée de La Comédie humaine.

## Synopsis
Un vieil homme vit correctement dans la pension tenue par madame Vauquer où habitent également un étudiant en médecine, Horace Bianchon, un ancien bagnard dissimulé sous des allures de bourgeois (Vautrin) et un jeune aristocrate sans le sou, Rastignac. Ce vieillard, le père Goriot, reçoit clandestinement deux jeunes femmes élégantes qui sont ses filles, richement mariées, mais toujours en quête d'argent. Elles viennent soutirer à leur père ses dernières économies pour payer leurs dettes, jusqu'à ce que leur père en soit réduit à changer de chambre. Goriot se contente d'une mansarde, mange moins et tombe malade. Eugène de Rastignac, son voisin, essaie de lui porter secours. Il se lie avec une de ses filles à la grande joie du vieil homme qui croit pouvoir vivre avec le jeune couple. Mais la rapacité de ses deux filles a raison de sa santé et lorsqu'il espère leur visite au moment de sa mort, il n'a plus que Rastignac à ses côtés. Le jeune homme réunit ses économies et celles de l'étudiant en médecine pour enterrer le vieillard. Rastignac suit seul l'enterrement de Goriot au cimetière du Père-Lachaise et c'est de là qu'il lance sa célèbre formule en contemplant Paris à ses pieds : « À nous deux, maintenant. »

## Fiche technique
- Titre : Le Père Goriot
- Réalisation : Jacques de Baroncelli
- Scénario : Jacques de Baroncelli, d'après le roman d'Honoré de Balzac
- Photographie : Alphonse Gibory
- Décors : Fernand Delattre
- Société de production : Le Film d'art
- Société de distribution : Agence Générale Cinématographique
- Pays d'origine :  France
- Langue : film muet avec les intertitres  en français
- Format : Noir et blanc — 35 mm — 1,33:1 — Muet
- Métrage :
- Genre : Film dramatique
- Durée : 70 minutes
- Dates de sortie :
  -  France : 2 décembre 1921

## Distribution
- Jacques Grétillat : Jean-Joachim Goriot
- Gabriel Signoret : Vautrin
- Jeanne Cheirel : madame Vauquer
- Claude France : Delphine de Nucingen
- Monique Chrysès : Anastasie de Restaud
- Sylvio de Pedrelli : Eugène de Rastignac
- Noémie Scize